# Matthias Bel
Matthias Bel (ung. Mátyás Bél, sk. Matej Bel), född 24 mars 1684 i  Nagyócsa, död 29 augusti 1749 i Pressburg, var en ungersk-slovakisk historiker. Han var far till Karol Andrej Bel.
Bél studerade i Halle an der Saale och blev där lärare vid det stora franckeska barnhuset ("Waisenhaus"). År 1708 blev han rektor för den evangeliska skolan i Neusohl (i dåvarande norra Ungern), kallades 1714 till Pressburg såsom rektor vid det evangeliska lyceet och blev 1719 predikant för den därvarande evangelisk-tyska församlingen. 
Béls huvudarbeten är Hungariæ antiquæ et novæ prodromus (1723), Adparatus ad historiam Hungariæ (1735–46) och Notitia Hungariæ novæ historico-geographica (1735–42, ofulländad). Han översatte även religiösa skrifter av Johann Arndt och Johan Anastasius Freylinghausen till tjeckiska och ungerska, utgav 1721 den första regelbundet utkommande ungerska tidningen, "Nova Posoniensia", och 1722 en fullständig översättning av Bibeln på tjeckiska språket.